# Lucie Herbočková
Lucie Herbočková (ur. 2 stycznia 1994) – czeska siatkarka, reprezentantka kraju, grająca jako środkowa. Obecnie występuje w drużynie VK Královo Pole Brno.